# Raton
Raton és una ciutat dels Estats Units i seu del comtat de Colfax a l'estat de Nou Mèxic que, segons el cens del 2010, tenia 6.885 habitants.

## Demografia
Segons el cens del 2000, Raton tenia 7.282 habitants, 3.035 habitatges, i 1.981 famílies. La densitat de població era de 383,1 habitants per km².
Dels 3.035 habitatges en un 30,7% hi vivien nens de menys de 18 anys, en un 47% hi vivien parelles casades, en un 12,9% dones solteres, i en un 34,7% no eren unitats familiars. En el 30,6% dels habitatges hi vivien persones soles el 14,1% de les quals corresponia a persones de 65 anys o més que vivien soles. El nombre mitjà de persones vivint en cada habitatge era de 2,35 i el nombre mitjà de persones que vivien en cada família era de 2,92.
Per edats la població es repartia de la següent manera: un 25,1% tenia menys de 18 anys, un 7,8% entre 18 i 24, un 24,9% entre 25 i 44, un 23,9% de 45 a 60 i un 18,4% 65 anys o més.
L'edat mediana era de 40 anys. Per cada 100 dones de 18 o més anys hi havia 92,1 homes.
La renda mediana per habitatge era de 27.028 $ i la renda mediana per família de 31.762 $. Els homes tenien una renda mediana de 24.946 $ mentre que les dones 18.433 $. La renda per capita de la població era de 14.223 $. Aproximadament el 14,8% de les famílies i el 17,4% de la població estaven per davall del llindar de pobresa.

## Fills il·lustres
- Paul L. Modrich (1946 -) bioquímic, Premi Nobel de Química de l'any 2015.

## Poblacions més properes
El següent diagrama mostra les poblacions més properes.